# Maria Bezobrazova
Pour les articles homonymes, voir Bezobrazova.
Maria Vladimirovna Bezobrazova (en russe : Мари́я Влади́мировна Безобра́зова), née 29 mai 1857 (10 juin dans le calendrier grégorien) à Saint-Pétersbourg, dans l'Empire russe, et morte le 2 septembre 1914 (15 septembre dans le calendrier grégorien) à Moscou, est une philosophe, historienne, historiographe, pédagogue et journaliste russe, ainsi qu'une militante du mouvement des femmes. Elle est la première femme docteur en philosophie en Russie.

## Biographie

### Enfance et formation en pension
Maria Bezobrazova est née en 1857. Elle est fille d'Elizabeta Bezobrasova (ru), née Maslova, et de Vladimir Bezobrazov (ru). Son père est un célèbre économiste, pédagogue, publiciste et homme politique de la famille des Bezobrazov (ru). Il exerce ses fonctions au département des tailles et des cueillettes du ministère des Finances (ru). À la fin de sa vie, il est membre du conseil secret, en tant que sénateur du département des affaires de la noblesse. Il enseigne l'économie et les finances au lycée impérial Alexandre et aux grands ducs. Il est également, au titre de ses travaux scientifiques et pédagogiques en matière d'économie et de statistiques, membre de l'Académie des sciences de Saint-Pétersbourg.
Maria Vladimirovitch et son père s'opposent par leurs talents, et sont souvent en conflit. C'est donc sa mère qui prend en charge son éducation. Elizabet Dmitrievna (1834-1881) est dotée d'une solide culture générale, parle bien allemand, anglais et français et écrit dans ces langues des articles littéraires ou de société pour des revues anglaises, françaises et suisses, sous la signature de « Tatiana Svetof », ou d'E. Vassilievskaïa ((ru) Е. Васильевская) pour les lecteurs russes. Son horizon intellectuel est très large : elle s'intéresse aux questions juridiques, à la politique, à l'économie et traduit vers l'italien Boris Godounov d'Alexandre Pouchkine (dont les Bezobrazov sont de lointains parents), écrit sur l'œuvre d'Ivan Tourgueniev et s'occupe de littérature pour enfants. Maria a une sœur et plusieurs frères cadets, parmi lesquels le célèbre historien de Byzance, publiciste, romancier et traducteur Pavel Bezobrazov et l'homme politique et chancelier Dmitri Bezobrazov.

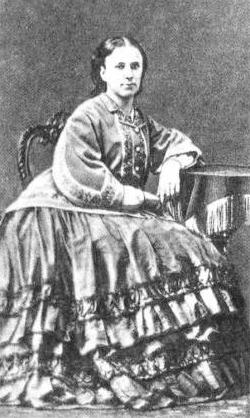
Elizabeth Dmitrievna Bezobrazova, née Maslova, mère de Maria

Maria Bezobrazova est une belle petite fille, mais souffre depuis son enfance d'une surdité qui s'accroît avec les années. Pour le reste, c'est une enfant dégourdie, aimant les travaux de la terre, auxquels elle s'adonne quand la famille se rend en été dans la propriété de sa grand-mère maternelle Maslova, ou dans la maison de famille des Bezobrazov, près de Kline, dans l'ouïezd de Dmitrov. C'est en même temps une petite fille sérieuse, curieuse et développée, qui a commencé à lire tôt. Sa mère s'occupe de son éducation, et l'envoie rapidement en pension en Allemagne, passés ses dix ans. La pension a une bonne réputation, mais aux yeux de son père, c'est parce qu'on y apprend moins qu'au collège qu'elle y est envoyée. L'idée d'une « femme savante » reste un non-sens pour lui, malgré sa formation supérieure. Le fait même que sa femme écrive dans des journaux lui est caché. Les scientifiques et les académiciens ne voient pas la nécessité d'une formation générale pour les femmes. Et Maria, durant son séjour à la pension, se forme d'abord par elle-même.
Elle maîtrise facilement le français et surtout l'allemand, dans lequel se font les enseignements, pour lequel elle est toujours première, et s'ouvre ainsi l'accès à la bibliothèque paternelle. Elle s'intéresse aussi aux sciences naturelles, à la psychologie et à la philosophie, qui n'est pas encore considérée comme une matière appropriée pour les jeunes filles. À la fin de la pension, elle poursuit seule sa formation, sur la base des programmes du lycée de garçons, et apprend les langues anciennes et les mathématiques.

### Enseignante
Elle a alors la possibilité de passer l'examen de préceptrice, qui est obligatoire pour les lycéens, mais facultatif dans les pensions privées. Elle est reçue avec la mention « excellent », ce succès facile lui donne de la confiance dans ses capacités et elle décide de s'inscrire à l'Université de droit, s'y préparant par elle-même et en fréquentant les cours supérieurs féminins (ru) Vladimir à Saint-Pétersbourg. Elle persuade avec difficulté son père de l'inscrire en pédagogie. Elle arrive à se mettre d'accord avec lui, après l'avoir convaincu qu'elle ne travaillerait pas comme enseignante, lui-même lui promettant de quitter Saint-Pétersbourg si c'était le cas. Père sévère, malgré ses désaccords avec sa fille, il l'aime et m'apprécie et en fait sa « secrétaire savante » personnelle, mais il n'imagine pas un destin plus enviable pour elle, et ne veut pas s'en séparer.
En 1876, elle termine les cours de pédagogie de Saint-Pétersbourg au lycée de jeunes filles Alexandre (ru), on lui offre le poste vacant d'enseignante de la langue russe et les cours préliminaires, mais elle respecte la promesse faite à son père. Elle sera cependant ensuite professeur de langues étrangères au lycée de jeunes filles de Viazma de 1880 à 1883, et elle enseigne la géographie, l'histoire, et les sciences naturelles à celui de Jizdra, dans le gouvernement de Kalouga en 1883 et 1884, dont elle dirige les cours préliminaires.
Elle continue à travailler la philosophie, et en octobre 1884, après avoir passé tout l'été à Berne, où elle a rencontré des professeurs de la faculté de philosophe, elle écrit de Jizdra au professeur d'histoire générale de l'université de Moscou Vladimir Guerrier. Elle lui annonce qu'elle prépare son doctorat :

« … je suis très obligée au professeur de philosophie Gebler  de m'avoir prise sous sa tutelle. Je travaille maintenant à une dissertation, qui me donnera en cas de succès ce titre. Je vous envoie mon premier essai, écrit à Berne, et auquel Gebler a donné son approbation. Le thème que j'ai choisi pour ma thèse ne demande pas d'étudier beaucoup d'écrits, mais, autant que je sache, mon travail devrait être fructueux. »

### Première lecture de philosophie à Moscou
En 1887, Maria Bezobrazova quitte la Russie et se rend en Saxe pour suivre les cours de philosophie à l'Université de Leipzig. Le 26 janvier 1888 elle prononce sa première leçon publique à Moscou sur « La portée de Kant ». Le 28, le journal Les Nouvelles russes publie un article sur son intervention « ... une occasion rare : Mme Bezobrazova, la première femme russe à se consacrer à la philosophie et à intervenir en public pour une leçon de philosophie. Peut-être même que ce n'est pas seulement en Russie, mais également à l'étranger, y compris, bien sur, l'Amérique, que ce cours fait par une femme est une première pour notre siècle. La gloire de la femme russe, qui se décida la première à un tel exploit, en est d'autant plus grande ». Selon le journaliste la conférence est un succès. Elle rassemble tant d'auditeurs qu'on est obligé de passer de la petite à la grande salle du musée polytechnique, qui est complètement pleine. Beaucoup de ces auditeurs sont des femmes.
La leçon commence à 8 h 30 et dure une heure. Maria Bezobrazova est applaudie au début et à la fin de son intervention. Elle met en avant la différence entre philosophie et métaphysique, aborde la philosophie pré-kantienne et la biographie de Kant, et passe ensuite à une présentation détaillée de la Critique de la raison pure. Dégageant le sens de la philosophie de Kant pour les philosophes qui le suivront, elle indique qu'elle a pour toujours « enterré la métaphysique », bien que lui-même puisse être appelé le « dernier apôtre » de la métaphysique. Après la philosophie kantienne, la science, selon la conférencière, doit se refuser de traiter de la question de l'essence de l'Être, au profit de la psychologie. L'exposition qu'elle fait de la pensée de Kant est selon le journaliste précise et conséquente. Elle fait cette même année un autre conférence publique. Elle part ensuite pour l'université de Zurich, où elle suit pendant deux semestres des cours de philosophie.

### Thèse et carrière d'historienne de la philosophie
En 1891, Maria Bezobrazova est la première femme russe à soutenir une thèse de docteur en philosophie. Elle le fait à l'université de Berne, et son travail s'appuie sur des manuscrits vieux-russes des bibliothèques de Saint-Pétersbourg, Moscou et Kiev. Elle se consacre à partir de cette époque à plein temps à l'historiographie de la philosophie russe.
Les années 1890 sont celles où son activité est la plus soutenue. Elle publie les uns à la suite des autres ses travaux dans la Revue du ministère de l'éducation populaire (ru) et dans Questions de philosophie et de psychologie (ru). Son essai Contribution à l'histoire de l'éducation en Russie est cité en 1997 par l'Académie des sciences de Saint-Pétersbourg, et celle-ci, comme son maître Rudolf Christoph Eucken, qualifie sa philosophie d' « idéalisme éthique ».
En 1903 Maria Vladimirovna s'adresse au ministère de l'éducation une demande d'admission au magistère de philosophie. Elle est inscrite à l'examen, mais des problèmes de santé pendant la préparation l'empêchent de le réussir. À sa deuxième tentative, elle ne sait pas répondre à quelques questions de logique, dans la mesure où elle a étudié les questions d'histoire de la philosophie et non les autres disciplines philosophiques.
Elle s'adonne dans toute cette période à des conférences publiques. Celles-ci, au nombre d'environ quatre-vingts, ont lieu non seulement à Moscou et à Saint-Pétersbourg, mais aussi dans différentes villes de l'Empire russe, dont Iaroslav, Viazma, Smolensk, Tver, Nijni Novgorod, Kiev, Poltava, Kharkov, Tambov, etc. .

### Engagement intellectuel, social et féministe
En 1895, elle prend activement part à la Société féminine russe de coopération et de bienfaisance ((ru) Русского женского взаимно-благотворительного общества), premier établissement de ce type en Russie. L'organisation compte environ 800 membres. Elle se consacre notamment à fournir un logement provisoire aux femmes en ayant besoin, mais crée aussi un bureau de l'emploi, une caisse de solidarité, un cercle musical et littéraire, une bibliothèque de lecture qui porte le nom de Nadejda Stassova. Maria Vladimirovna y dirige le Cercle de lecture au foyer pour se former soi-même. En 1908, la société organise le premier congrès russe des femmes à Moscou.
Sur son instigation, une Société de philosophie (ru) est créée à l'Université impériale de Saint-Pétersbourg. En 1899 elle organise un « Cercle éthique », et en 1910 une « Société éthique »), les participants à la société se proposant de constituer une union spirituelle et morale.

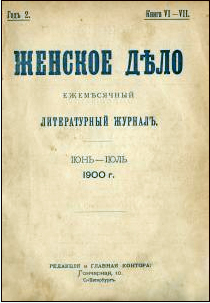
La Cause de la femme ((Женское дело), revue d' A. Toliverova dans laquelle écrivent principalement des femmes, mais pas seulement féministes

Elle s'intéresse également aux questions de l'émancipation des femmes et de leur formation, et collabore comme rédactrice adjointe aux revues La cause de la femme ((ru) Женское дело) et Au secours des mères ((ru) На помощь матерям) d'Alexandra Jacobi (de son pseudonyme littéraire Toliverova). Elle participe également aux revues pédagogiques Éducation et enseignement ((ru) Воспитание и обучение), Éducation au foyer ((ru) Домашнее воспитание), Éducation dans la famille ((ru) Семейное воспитание), ou Source ((ru) Родник), publie de nombreux articles dans différents journaux et revues, et écrit également des récits pour enfants, publiés entre 1880 et 1890 dans la revue Le repos des enfants ((ru) Детский отдых).

### Le«noir»de la vie
Il n'est pas si simple pour elle de poursuivre une carrière de philosophe. Certains universitaires, des hommes, et aussi son propre père, jugent que la profession de philosophe qu'elle a choisie « n'est pas féminine » et qu'elle fait tort, selon eux, à l'autorité absolue que doit avoir une discipline entièrement « masculine ». Elle s'exprime assez précisément sur ces réactions dans son livre autobiographique Le rose et le noir de ma vie :

« Le plus effrayant de ce que peut éprouver un être humain, c'est d'être arraché à une activité qu'il aime passionnément. Quel est le mot le plus terrible pour nous, qui intervenons en public ? C'est le mot se taire. Et vous savez, comme cela arrive ! Il existe mille manœuvres pour ces nombreuses personnes malintentionnées, toutes plus sophistiquées les unes que les autres. On m'a tout au moins fermé l'édition russe, je ne peux exposer nulle part mes pensées, et à peine ai-je protesté, que toutes les portes se ferment. »

Elle publie sur ses propres moyens la plus grande partie de ce qu'elle a écrit, et il arrive que ses manuscrits soient perdus dans les rédactions.

### Postérité
Maria Vladimirovna meurt à l'âge de 56 ans, alors qu'elle se repose dans la datcha d'amis, non loin de Moscou. Elle est enterrée au cimetière du couvent de Novodievitchi.
Toute sa vie aura été consacrée aux travaux scientifiques et aux activités sociales, et elle n'y a pas laissé de place pour le bonheur personnel ou familial. Elle n'a pas été mariée, et n'a pas eu d'enfants. Dans son livre D'un seul album, paru en 1912, elle écrit « Inscrivez, s'il vous plaît, ces mots sur ma tombe : ci-gît une personne inquiète ».
Moins d'un mois après sa mort, le philosophe religieux russe Vassili Rozanov écrit un article sur elle dans le journal Novoïé Vrémia, la comparant à l'illustre Sofia Kovalevskaïa. Après la révolution d'Octobre, les travaux et l'œuvre sociale de Maria Bezobrazova, première femme philosophe russe, sont considérés comme empreints d'idéalisme, et son nom est oublié. On ne retrouve un intérêt pour sa personnalité que dans la période post-soviétique.

## Philosophie et historiographie

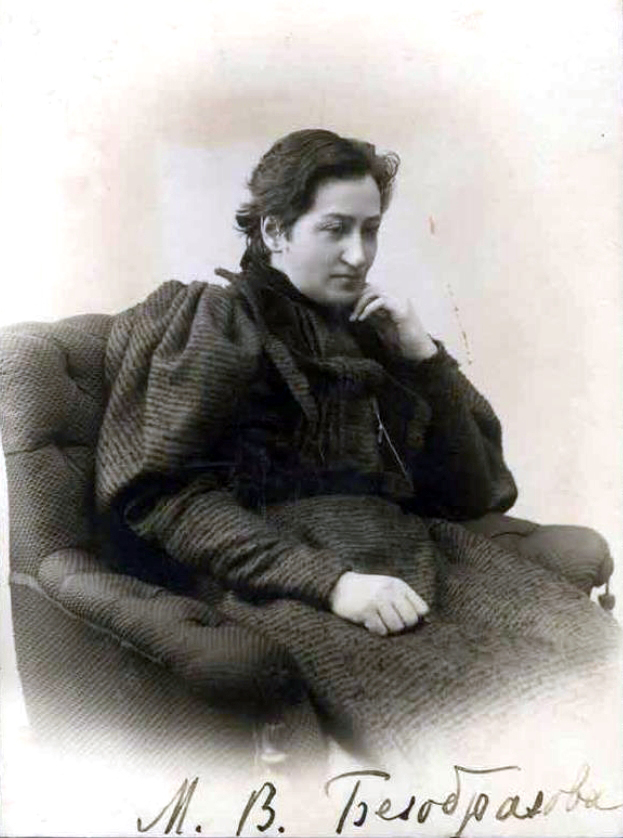
Maria Bezobrazova (vers 1900)

La première publication importante de Maria Bezobrazova parait en 1887 à Leipzig, et s'intitule (de)Über Plotin’s Glückseligkeitslehre (Sur l'enseignement du bonheur de Plotin). Sa dissertation de 1891 (de)Handschriftliche Materialien zur Geschichte der Philosophie in Russland (Matériaux manuscrits pour l'histoire de la philosophie en Russie) est publiée à Berne et rééditée l'année suivante à Leipzig. Le premier de ses livres qui paraît en Russie sont les Études philosophiques, en 1892.

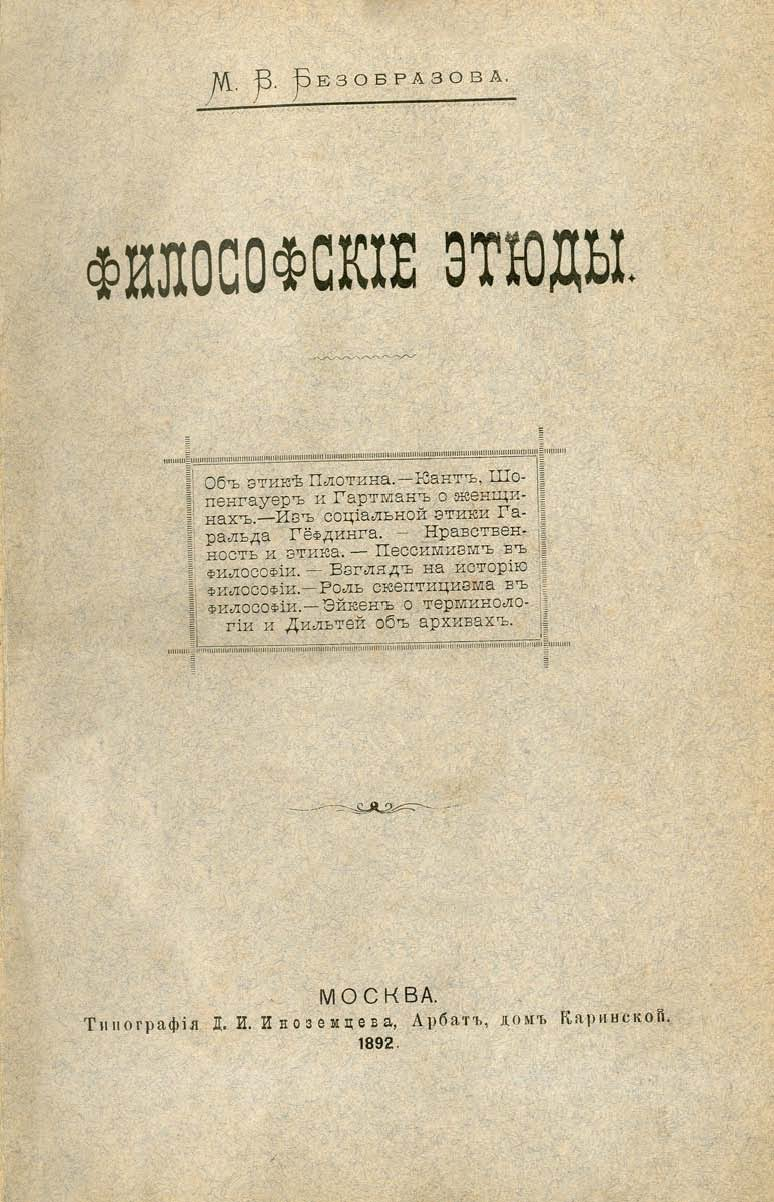
Études philosophiques (1892)

Ses travaux sur la philosophie russe du Moyen Âge, qui n'avait pratiquement pas été étudiée jusqu'à elle, en Russie et dans les autres pays sont, selon V. Bantchourov., sont son apport le plus important.
Déjà dans sa dissertation de doctorat, en allemand, Matériaux manuscrit pour l'histoire de la philosophie en Russie, elle étudie des œuvres comme le Dioptra (ru) de Philippe Monotrope (ru) dans ses versions du XIVe siècle au XVIe siècle, les canons monastiques de Nil de la Sora, le recueil byzantin de maximes des Abeilles (ru), dans ses versions du XIVe siècle au XVIIe siècle ou d'autres. Elle montre la signification qu'ont, en tant qu'étape historique, ces œuvres des théologiens byzantins. Elle se déclare convaincue que Jean l'Exarque doit être considéré comme « le père de la philosophie russe », dans la mesure où il a fixé, par ses traductions des auteurs byzantins, la terminologie philosophique slave.
Dans des travaux ultérieurs, par exemple, dans les Études philosophiques, elle souligne de façon marquée l'actualité de l'étude de la philosophie ancienne :

« Nous n'avions pas de philosophie, ou plutôt notre philosophie était celle de la Grèce antique : de cette idée préconçue, une de ces idoles, selon le mot de Francis Bacon, dont il convient de se libérer, parce que dans la science il n'y a pas de place pour des idées préconçues. Et si la Russie prend place maintenant dans le développement de la science européenne, alors nous avons l'obligation d'apporter au trésor commun le travail de nos aïeux. Nous désirons libérer notre âme de la cinquième idole, celle qui est spécialement russe, à savoir le mépris de soi-même. Nous nous sommes trop longtemps inclinés devant elle, tout en mettant quelquefois aussi à sa place une autre idole, le mépris de ce qui est étranger. »

Selon Maria Bezobrazova, la philosophie est un mode de l'existence, un mode de l'action. L'interprétation des vérités philosophiques doit être liée à une pratique quotidienne, s'inscrire pleinement dans les activités de la vie. La philosophie, selon elle, est dans son fondement même une science de l'esprit, faisant un ensemble avec l'éthique, la psychologie, la métaphysique et la logique, étudiant de plus l'être en général.

Elle dégage dans l'histoire de la philosophie deux tendances opposées. La première est le penchant pour l'Éthique et la Mystique, la seconde, celui vers les enseignements scientifiques, le déisme et l'athéisme. Le mysticisme se développe sous des formes différentes : celles de l'ascétisme vieux-russe, de la maçonnerie du XVIIIe siècle et de la théosophie d'Helena Blavatsky. Les doctrines matérialistes influencent la philosophie russe avec les encyclopédistes français au XVIIIe siècle et sous l'influence de Ludwig Büchner et de Jacob Moleschott au XIXe siècle. En même temps, Maria Bezobrazova propose de mettre l'éthique en commencement commun à ces deux pensées :

« N'est-ce pas dans l'éthique que sont enracinés le mysticisme et le matérialisme, et n'est-ce pas de la philosophie pratique que provient la philosophie théorique ? Ne procèdent-elles pas de cette conclusion, que les questions fondamentales pour les russes sont celles de l'éthique et s'expriment dans la formule "comment faut-il vivre" ? Dans ce cas, le développement de notre philosophie devrait avoir sa forme propre, et, si possible, originale. »

Elle a distingué trois périodes dans l'histoire de la philosophie russe : la première s'étend du Xe siècle au milieu du XVIe siècle, la seconde dure ensuite jusqu'à la fin du XVIIIe siècle, la troisième de la fin du XVIIIe siècle à celle du XIXe siècle. Elle étudie plus particulièrement la première, dans la mesure où de son point de vue, les traductions précoces des traités de philosophie byzantine ont contribué à la « création de la langue philosophique slave et de beaucoup de termes utilisés jusqu'à nos jours dans la langue russe ».
Maria Bezobrazova s'est également continument intéressée à la terminologie en tant que science : « ce qui touche à la question de la terminologie philosophique, ne devrait pas nous empêcher, nous les russes, de prêter attention ni à l'histoire de la philosophe générale, ni à celle de chacun de nos termes philosophiques ». En soutien à ce point de vue, le chercheur soviétique et russe Mikhaïl Gromov prétend qu'à notre époque, une des orientations de la science contemporaine offrant le plus de perspectives est une analyse philosophique et linguistique de la terminologie des sources anciennes.
On retiendra enfin des œuvres philosophiques tardives la Psychologie du XVIIIe siècle ((ru) Психологию XVIII в.) et Le Secret des secrets ((ru)Тайная тайных).

## Œuvre

### Ouvrages
- (de) Über Plotin’s Glückseligkeitslehre, Leipzig, 1887 ;
- (de) Handschriftliche Materialien zur Geschichte der Philosophie in Russland, Berne, 1891 ;
- (de) Handschriftliche Materialien zur Geschichte der Philosophie in Russland, Leipzig, 1892, 2e éd. ;
- (ru) Философские этюды [« Ėtudes philosophiques »], Moscou, Тип. Д. И. Иноземцева,‎ 1892, 119 p. ;
- (ru) Краткий обзор существенных моментов истории философии [« Courte revue des moments essentiels de l'histoire de la philosophie »], Moscou, Тип. А. И. Снегиревой,‎ 1894, 232 p. ;
- (ru) Изречения св. Кирилла и послание митрополита Никифора : (Две главы из приготовленного к печати труда под заглавием : «К истории просвещения в России») [« Les maximes de Saint Kirill et les épitres du métropolite Nikophore (deux chapitres de travaux prêts à l'impression sous le titre "Contribution à l'historie de l'éducation en Russie) »], Saint-Pétersbourg, Тип. Императорской Академии наук,‎ 1898, 14 p. ;
- (ru) О русском женском взаимно-благотворительном обществе [« A propos d'une société féminine d'entraide et de charité »], Saint-Pétersbourg, Тип. В. Безобразова,‎ 1898, 57 p. ;
- (ru) Публичные лекции [« Leçons publiques »], Moscou, Тип. «Труд и польза»,‎ 1901, 12 p. ;
- (ru) Мысли, афоризмы и негативы [« Pensées, aphorismes et négations »], Saint-Pétersbourg, Тип. Е. Гербек,‎ 1902, 34 p. ;
- (ru) О безнравственности [« De l'immoralité »], Saint-Pétersbourg, Édition d'auteur,‎ 1911, 32 p. ;
- (ru) Из одного альбома [« D'un seul album »], Saint-Pétersbourg, Тип. «Родник»,‎ 1912, 104 p. ;
- (ru) Исследования, лекции, мелочи [« Recherches, leçons, fragments »], Saint-Pétersbourg, Édition d'auteur,‎ 1914, 194 p. ;
- (ru) Розовое и чёрное из моей жизни [« Le rose et le noir de ma vie (Оттиск из журнала «Русская старина», 1910, № 10) »], Saint-Pétersbourg, тип. т-ва п/ф «Электро-тип. Н. Я. Стойковой»,‎ 1910, 25 p. ;
- (ru) Розовое и чёрное из моей жизни (Текст) [« Le rose et le noir de ma vie (texte) »], Moscou, Аграф,‎ 2009, 479 p. (ISBN 978-5-7784-0364-2).

### Articles
- (ru) « Кант, Шопенгауэр и Гартман о женщинах » [« Kant, Schopenhauer et Hartmann et les femmes »], Новости,‎ 1889 ;
- (ru) « Заметка о Диоптре » [« Remarque sur le Dioptra (Miroir de l'âme) »], Журнал Министерства народного просвещения,‎ novembre 1893 ;
- (ru) « «великой науке» Раймунд Луллий в русских рукописях XVII века. » [« La grande science : Raymond Lulle dans les manuscrits russes du XVIIe siècle »], Журнал Министерства народного просвещения,‎ février 1896
- (ru) « Что такое введение в философию. (Из лекций, читанных в Педагогическом музее военно-учебных заведений в С.-Петербурге) », Вопросы философии и психологии, no 37,‎ 1897
- (ru) « Творения св. Дионисий Ареопагит », Богословский вестник,‎ février 1898
- (ru) « Изречения св. Кирилла; Послание митрополита Никифора » [« Les maximes de Saint Kirill et les épitres du métropolite Nikophore »], Известия Академии наук,‎ tome 3, livre 4, 1898
- (ru) « Розовое и чёрное из моей жизни » [« Le rose et le noir de ma vie »], Pусская старина,‎ 1910, tome 144, № 10, p. 21—43; 1913, tome 156, № 11, p. 338—354; № 12, p. 599—615; 1914, tome. 157, № 1, p. 221—233
- (de) « Gregor Skovoroda, ein ukrainischer Philosoph » [« Gregor Skovoroda, un philosophe ukrainien »], Archiv für die Geschichte der Philosophie,‎ octobre 1911